# Porteus
Porteus (ранее Slax Remix) — портативная операционная система на базе Slackware. Он не требует установки и может запускаться с фиксированных и съемных носителей, таких как USB-накопитель или компакт-диск.
Porteus доступен в 32-битной и 64-битной версии.

## Разработка
Проект Porteus начинался как «Slax Remix» в начале 2010 года, и был запущен как проект сообщества с использованием ядра Zen для улучшения и обновления операционной системы Slax.
Сообщество согласилось с новым названием проекта Porteus, который был назван в честь «портативности» и «Протей». «Протей» — «греческий бог моря, способный менять форму по своему усмотрению», согласно именования на форуме Porteus. Руководитель проекта прокомментировал это имя: «Я нахожу это имя своего рода синонимом „гибкости“. У нас есть портативные (маленькие) и гибкие (модульные) функции, включенные в одно имя: Porteus».
Porteus 5.0 доступен в семи вариантах рабочего стола: Cinnamon, GNOME, KDE Plasma 5, LXDE, LXQt, MATE, Openbox и Xfce.

## Особенности
Porteus основан на существенно модифицированной и оптимизированной версии Linux Live Scripts. Дистрибутив можно запустить с диска или USB-накопителя (с изменениями, сохраненными на переносном устройстве) или установить на жёсткий диск. Porteus можно даже установить в другую систему без необходимости создания нового раздела. Так называемая frugal-установка . Достаточно создать папку и распаковать образ ISO туда. А потом прописать в загрузчике путь до ядра.
Porteus предварительно загружен с помощью разнообразного программного обеспечения, которое пользователь выбирает перед установкой. Система загружается только после выбора различных параметров из меню, включающего одну из четырех систем управления окнами, веб-браузер и другие функции. Porteus использует диспетчер пакетов с использованием Slackware.

## Porteus Kiosk
Porteus Kiosk — специализированное издание операционной системы Porteus, в качестве единственного приложения — минималистский дистрибутив Linux для веб-терминалов с Mozilla Firefox (или Google Chrome, Chromium или Opera, установленный при установке). Porteus Kiosk предоставляет пользователям среду, предназначенную для установки в школах, офисах, публичных библиотеках, интернет-кафе или любом другом бизнес-учреждении, которое обеспечивает доступ к Интернету своим клиентам.
Porteus Kiosk можно установить на CD/DVD, USB-накопитель, жёсткий диск или на любые другие загрузочные носители, такие как Compact Flash или SD/MMC-карты памяти. Перед установкой система может быть настроена с помощью утилиты мастера Kiosk, которая позволяет изменять настройки системы и браузера.
Система Porteus Kiosk является изданием с открытым исходным кодом и доступна бесплатно, хотя имеется ряд коммерческих сервисов, таких как пользовательские сборки, автоматические и ручные обновления программного обеспечения. До версии 3.7.0 включительно, Porteus Kiosk смог работать как на 32-разрядных (i486, так и выше) и на 64-разрядных (x86-64) устройствах. Поскольку Google Chrome больше не стал поддерживать 32-разрядные устройства, разработчики дистрибутива решили следовать этому пути. Следовательно, с выпуском 4.0.0 Porteus Kiosk поддерживает только архитектуру x86_64. Система является легковесной, смотря на используемые ресурсы. Размер образа по умолчанию составляет около 80 МБ, а размер пользовательского ISO-киоска будет зависеть от выбора дополнительных компонентов, таких как Adobe Flash, Java, дополнительные шрифты и другие факторы.

## Мнения
В обзоре «Porteus 1.0» в июне 2011 года Джо «Зонкер» Брокмайер написал: «Пользователи, которые пропустили KDE 3.5.x, находятся в удовольствие от портативного дистрибутива Linux Porteus, предлагающего 32-разрядную версию с вилкой Trinity от KDE 3.5.x и 64-разрядную версию, которая предлагает KDE 4.6.4. Хотя это не тот дистрибутив, который понравится всем, это может заинтересовать энтузиастов живых дистрибутивов CD и поклонников KDE из старой школы». Он заключил: «…Porteus выглядит как портативный дистрибутив Linux, ориентированный на опытных или, по крайней мере, опытных пользователей Linux. Это не то, что понравится большинству пользователей Linux, особенно пользователям, которые предпочитают немного большую глубину доступных пакетов. Но для пользователей, которые ухаживают за старым оборудованием или предпочитают переносное распространение, Porteus — интересный проект».
О создании пользовательского Live CD ISO, Linux Magazine написал в выпуске 160/2014: «Создайте собственный портативный дистрибутив Linux с помощью Porteus. Создание индивидуального дистрибутива Linux может быть сложным — если вы не используете Porteus Wizard. Этот умный и простой сервис позволяет вам создать пользовательский дистрибутив Live CD, который подходит для USB-накопителя и загружается в оперативную память».